# Faut-il tuer Sister George ?
Pour plus de détails, voir Fiche technique et Distribution.
Faut-il tuer Sister George ?, également connu sous le titre La Double Vie de sœur George (titre original : The Killing of Sister George), est un film américano-britannique réalisé par Robert Aldrich, sorti en 1968.
Le film, scénarisé par Lucas Heller, est une adaptation de la pièce The Killing of Sister George (en) du dramaturge britannique Frank Marcus (en).

## Synopsis
Sur le petit écran, June est Sister George, infirmière infiniment vertueuse et loyale, dans un charmant village anglais, au cœur d'un feuilleton familial à succès. 
Mais, dans le privé, June est une actrice "has been", lesbienne dominatrice de sa compagne plus jeune, Alice, qu'elle surnomme "Childie" pour l'infantiliser et qui collectionne les poupées. June aime humilier Alice, menaçant entre autres de casser sa poupée préférée ou la punissant sadiquement. Alcoolique, grossière, alimentant la presse à scandale à tel point que les autorités religieuses font pression sur la chaîne pour que Sister George soit exécutée, June n'en a pas fini de chuter... Mrs Croft, directrice-adjointe à la BBC, tente de lui apprendre que son personnage n'a plus longtemps à figurer au générique, rencontrant pour l'occasion Alice.

## Fiche technique
- Titre français : Faut-il tuer Sister George ? ou La Double Vie de Sœur George[1]
- Titre original : The Killing of Sister George
- Réalisation :	Robert Aldrich
- Assistants-réalisateur : Daisy Gerber, Dennis Robertson
- Scénario : Lucas Heller, d'après la pièce The Killing of Sister George (en) de Frank Marcus (en)
- Dialogues : Robert B. Sherman
- Photographie : Joseph F. Biroc, Brian West
- Montage : Michael Luciano, Frank J. Urioste
- Musique : Gerald Fried
- Direction artistique : William Glasgow
- Décors : John Brown
- Costumes : Renié
- Son : George Maly, Dean Hodges
- Scripte : Adell Aldrich
- Casting :	Lynn Stalmaster
- Photographe de plateau : Bernie Abramson
- Producteur : Robert Aldrich
- Producteur associé : Walter Blake
- Producteur exécutif : Edgar Scherick
- Directeurs de production : David Bennett, Eddie Saeta
- Société de production : The Associates & Aldrich Company Productions, Palomar Pictures International, American Broadcasting Company (ABC)
- Société de distribution :  Cinerama Releasing Corporation
- Pays de production :  États-Unis,  Royaume-Uni
- Langue de tournage : Anglais américain
- Tournage : du 10 juin 1968 au 10 octobre 1968 à Londres et aux Paramount Studios (Los Angeles)
- Format : Couleur (Metrocolor) — 35 mm — 1,85:1 — Son : Mono
- Métrage : XX mètres
- Genre : Film dramatique
- Durée : 138 minutes (2 h 18)
- Dates de sortie :
  - États-Unis : 16 décembre 1968 (New York, première)
  - Royaume-Uni : mars 1969
  - France : 29 janvier 1971
- Classification : 
  - États-Unis : X (à la parution) ; R (réévaluation en 1972)
  - Canada : 14A (Manitoba) (2005) - R (Nouvelle-Écosse/Ontario)

## Distribution
- Beryl Reid : Sister George ou June
- Susannah York : Alice 'Childie' McNaught
- Ronald Fraser : Leo Lockhart
- Coral Browne : Mercy Croft
- Patricia Medina : Betty Thaxter
- Hugh Paddick : Freddie
- Cyril Delevanti : Ted Baker
- Sivi Aberg : Diana
- Rosalie Williams : Mildred, assistante du réalisateur[2]

## Récompenses et distinctions
- 1969 : Nomination aux Golden Globes meilleure actrice dramatique (Best Motion Picture Actress - Drama) pour Beryl Reid